# Иоанн Киннам
Иоа́нн Ки́ннам (греч. Ιωάννης Κίνναμος; ок. 1143 — после 1184) — византийский историк. Секретарь императора Мануила. Автор труда по истории Византии с 1118 по 1176 год. Иоанн Киннам имел доступ к государственным документам, поэтому его единственное сочинение высоко оценено современными историками с точки зрения информативности и достоверности.

## Биография
О жизни Иоанна Киннама известно немного и лишь из его труда. Он родился вскоре после смерти императора Иоанна Комнина (в 1143 г.), его предки, вероятно, были выходцами из Италии. С ранних лет он принимал участие во всех военных походах императора Мануила. Возможно его участие в битве с сельджуками при Мириокефале в 1176 г., закончившейся жестоким поражением византийской армии.
Вероятно, Киннам работал над своим трудом в основном в период между сентябрём 1180 и апрелем 1182 гг. Это время было благоприятным моментом для выходцев с запада при ромейском дворе. Несоответствие с изменившейся подобным образом обстановкой латинофобских воззрений Киннама могло послужить причиной его отставки после смерти Мануила I в 1180 г. Этим вызван, возможно, и довольно нейтральный тон рассказа об императоре Андронике Комнине, который, хоть и представлен соперником Мануила, но не изображён поверженным тираном. Можно предположить, что, составляя свой исторический труд, Киннам предпринял попытку восстановить утраченное благоволение правящего дома и вернуть себе потерянный пост на государственной службе с тем, чтобы вновь занять достойное место на иерархической лестнице современного ему византийского общества. Сообщение Никиты Хониата об участии Киннама в теологическом диспуте с Евфимием Малаки при императоре Андронике позволяет думать, что в 1184 году, когда произошло описанное событие, Киннам вновь оказывается в непосредственном царском окружении.

## Образованность
Киннам в своём труде обнаруживает знакомство с произведениями византийской эпохи: с «Алексиадой» Анны Комниной, с Прокопием, а также с древними авторами (Ксенофонтом, Эзопом). Как и современники, он был хорошо осведомлён в богословских вопросах: касается ереси Евфимия, епископа Новых Патр, споров о двух сущностях бога-сына и т. д.
Помимо вопросов боевой тактики, вооружения, хода различных кампаний, Киннама также интересовали, как это он и сам подчёркивает и о чем свидетельствуют современники, и философские диспуты. С императором Мануилом писатель многократно беседовал об Аристотеле, в Истории отражены и теологические споры 1166 г.

## Сочинения Иоанна Киннама
- Краткое обозрение царствования Иоанна и Мануила Комнинов / Изд. В.Н.Карпов. – СПб., 1859. (Византийские историки, переведенные с греческого при С–Петербургской Духовной Академии. – Т. 2.).
- История: Фрагмент // История средних веков / Составитель М. М. Стасюлевич. — СПб.: Полигон; АСТ, 1999.
- Обзор дел блаженной памяти императора и порфиродного государя Иоанна Комнина [Фрагменты] / Пер. под ред. В. А. Карпова // Памятники византийской литературы IX—XIV веков. — М.: Наука, 1969.